# Ракулове
Раку́лове — село Піщанської сільської громади у Подільському районі Одеської області України.
Розташоване за 22 км від міста Балта. На півдні межує із Балтською міською громадою, на сході з селом Йосипівка, на півночі з селом Шляхове та на заході з селом Шумилове.

## Історія
Село названо від імені першого поселенця — молдаванина Ракова, в 18 сторіччі називалось Орлова. За адміністративними поділами — з 16 сторіччя Брацлавський повіт, з 19 сторіччя Балтський повіт, 20 сторіччя Балтський район.
Під час організованого радянською владою Голодомору 1932—1933 років помер щонайменше 1 житель села.
12 червня 2020 року, відповідно до Розпорядження Кабінету Міністрів України від № 724-р «Про визначення адміністративних центрів та затвердження територій територіальних громад Одеської області», увійшло до складу Піщанської сільської територіальної громади.
19 липня 2020 року, в результаті адміністративно-територіальної реформи і ліквідації Балтського району, село увійшло до складу новоутвореного Подільського району.

## Населення
Згідно з переписом 1989 року населення села становило 642 особи, з яких 254 чоловіки та 388 жінок.
За переписом населення 2001 року в селі мешкало 465 осіб.

### Мова
Розподіл населення за рідною мовою за даними перепису 2001 року:
| Мова            | Кількість | Відсоток |
| --------------- | --------- | -------- |
| українська      | 458       | 98.28%   |
| російська       | 5         | 1.08%    |
| болгарська      | 1         | 0.21%    |
| інші/не вказали | 2         | 0.43%    |
| Усього          | 466       | 100%     |

## Визначні пам'ятки
Поблизу Ракулове знайдені поселення трипільської культури.
Церква святих Кузьми і Дем'яна заснована у 1757 році, згоріла від блискавки в 1784.
Церква святого Михаїла відома з 1771 року, перетворена з греко-католицької на православну в 1794. Була розібрана в 1880, нова цегляна церква Чуда архангела Михаїла збудована в 1876–1885.